# Kupellonura afareaitu
Kupellonura afareaitu är en kräftdjursart som beskrevs av Müller 1991. Kupellonura afareaitu ingår i släktet Kupellonura och familjen Hyssuridae. Inga underarter finns listade i Catalogue of Life.